# Bakke (køkkengrej)
 For alternative betydninger, se Bakke. (Se også artikler, som begynder med Bakke)
En bakke er en lave, flad platform, der er designet til at bære og servere ting på. Den kan være udført i en række forskellige materialer inklusive sølv, messing, jern, træ, melamin eller pap og støbt karton. Bakke kan variere fra billige eksemplarer til engangsbrug, melamin-bakker til brug i kantiner, til mellemvarer af træ til brug i private hjem og dyre eksemplarer i sølv som bruges på luksushoteller eller lign. etablissementer. Nogle bakker er inddelt i mindre rum, håndtag eller små fødder til støtte.
Bakker er flade, men kan have hævede kanter, der forhindrer at ting glider af. De kan findes i en række forskellige former, men er ofte ovale, cirkulære eller rektangulære.